# خمسة باب (فلم)
خمسة باب فيلم مصري عرض عام 1983، بطولة عادل إمام ونادية الجندي وفؤاد المهندس وفؤاد أحمد ومن إخراج نادر جلال، قصة الفيلم مأخوذة من فيلم إيرما لا دوس للمخرج بيلي وايلدر.

## قصة الفيلم
ترسل الشرطة أحد أفردها إلى بار ليحقق في جريمة قتل ولكن تتم رشوته في البار فترسل الشرطة شرطي مستقيم بحيث لا يقبل الرشاوي وبالفعل يهب هذا الشرطي إلى البار وهناك يتم رشوته إلا أنه يرفض ويصبح هذا البار محض إهتمامه لوجود راقصة تعمل لحساب رئيس عصابة ولكن الفتاة في البداية تحاول إبعاد هذا الشرطي عن طريقها فيبتكر الشرطي شخصية أجنبية ليغرق الفتاة في حبه وماله فيقضي على العصابة وأفرادها.

## طاقم التمثيل
- عادل إمام: (منصور)/(الخواجة كرياكو)
- نادية الجندي: (تراجي)
- فؤاد المهندس: (كله ماشي)
- فؤاد أحمد: (عباس)
- رشاد عثمان
- حسني عبد الجليل: (الخضري)
- سميحة محمد: (سميرة صديقة الطلبة)
- هندام محمد
- إبراهيم قدري: (بوبي)
- يوسف العسال: (جوني)
- سيد رستم
- وسيلة حسين
- سامي عطايا: (مأمور القسم)
- شكري منصور
- مطاوع عويس
- سيد الحناوي
- عمران بحر
- جميل غالي
- عزيز حافظ
- صلاح علام
- طوسون معتمد
- محمد أبو حشيش
- لويس يوسف
- مصطفى كمال
- يوسف عيد
- مؤمن حسن: (عزيز ابن تراجي)

## فريق العمل
- إخراج: نادر جلال
- سيناريو وحوار: شريف المنباوي
- مدير التصوير: إبراهيم صالح
- مونتاج: صلاح عبد الرازق
- إنتاج: أفلام محمد مختار
- موسيقى تصويرية: حسن أبو السعود
- توزيع داخلي: شركة مصر للتوزيع ودور العرض
- توزيع خارجي: المؤسسة العربية للإنتاج والتوزيع الفني (ألبير حداد)

## عن الفيلم
- تم تناول نفس القصة بمعالجة مختلفة نسبيا خلال فيلم شوارع من نار عام 1984، بطولة نور الشريف ومديحة كامل وإخراج سمير سيف.
- الفيلم مأخوذ من فيلم إيرما لا دوس الذي عرض عام 1963، بطولة جاك ليمون وشيرلي ماكلين وإخراج بيلي وايلدر.
- اشترط عادل إمام حصوله على ضعف أجره مقابل ظهور اسمه متداخلا مع اسم نادية الجندي بتتر المقدمة وليس منفردا كما اعتاد كنجم شباك وبطل أوحد .. ووافق المنتج محمد مختار على ذلك.
- منع الفيلم من العرض بعد أسبوع واحد من عرضه بدور السينما بأوامر من وزير الثقافة وقتها عبد الحميد رضوان، لأنه "مخل بالآداب"، رغم أنه حصل على موافقة الرقابة، وهو ما دفع منتج الفيلم إلى رفع قضية في المحاكم وربحها بعد ثماني سنوات.

## وصلات خارجية
- خمسة باب على موقع IMDb (الإنجليزية)
- خمسة باب على موقع الدهليز
- خمسة باب على موقع قاعدة بيانات الأفلام العربية
- خمسة باب على موقع قاعدة بيانات الفيلم (الإنجليزية)
- خمسة باب على موقع ليتربوكسد (الإنجليزية)
- خمسة باب في قاعدة بيانات الأفلام العربية